# Општина Пиетрари (Дамбовица)
Пиетрари (рум. Pietrari) општина је у Румунији у округу Дамбовица.
Oпштина се налази на надморској висини од 416 m.

## Становништво

### Хронологија
| Година       | 2005 | 2006 | 2007 | 2008 | 2009 | 2010 | 2011 | 2012 | 2013 | 2014 | 2015 | 2016 | 2017 |
| ------------ | ---- | ---- | ---- | ---- | ---- | ---- | ---- | ---- | ---- | ---- | ---- | ---- | ---- |
| Становништво | 2512 | 2499 | 2505 | 2488 | 2486 | 2479 | 2464 | 2444 | 2417 | 2411 | 2412 | 2412 | 2394 |